# Eyalet de Karaman
Pour les articles homonymes, voir Karaman (homonymie) et Caramanie.
1483–1864
Entités précédentes :
- Karamanides

Entités suivantes :
- Vilayet de Konya

L'eyalet ou pachalik de Karaman (turc ottoman : ایالت قره‌مان, Eyālet-i Ḳaraman), appelé  Caramanie par les Occidentaux, est une province de l'Empire ottoman, en Anatolie, créée au XVIe siècle lors de l'annexion de l'émirat des Karamanides. Sa capitale a été successivement Konya et Kayseri (Césarée de Cappadoce dans les sources anciennes). La réforme administrative de 1864, qui transforme les eyalets en vilayets, en fait le vilayet de Konya.

## Géographie

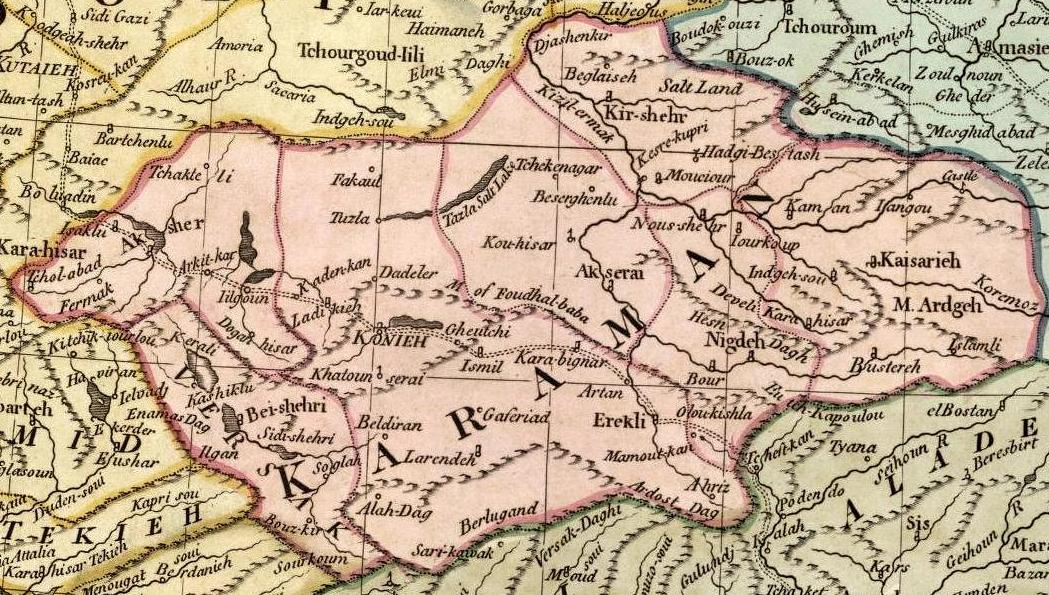
Carte de l'eyalet de Karaman par Mr d'Anville, 1794.

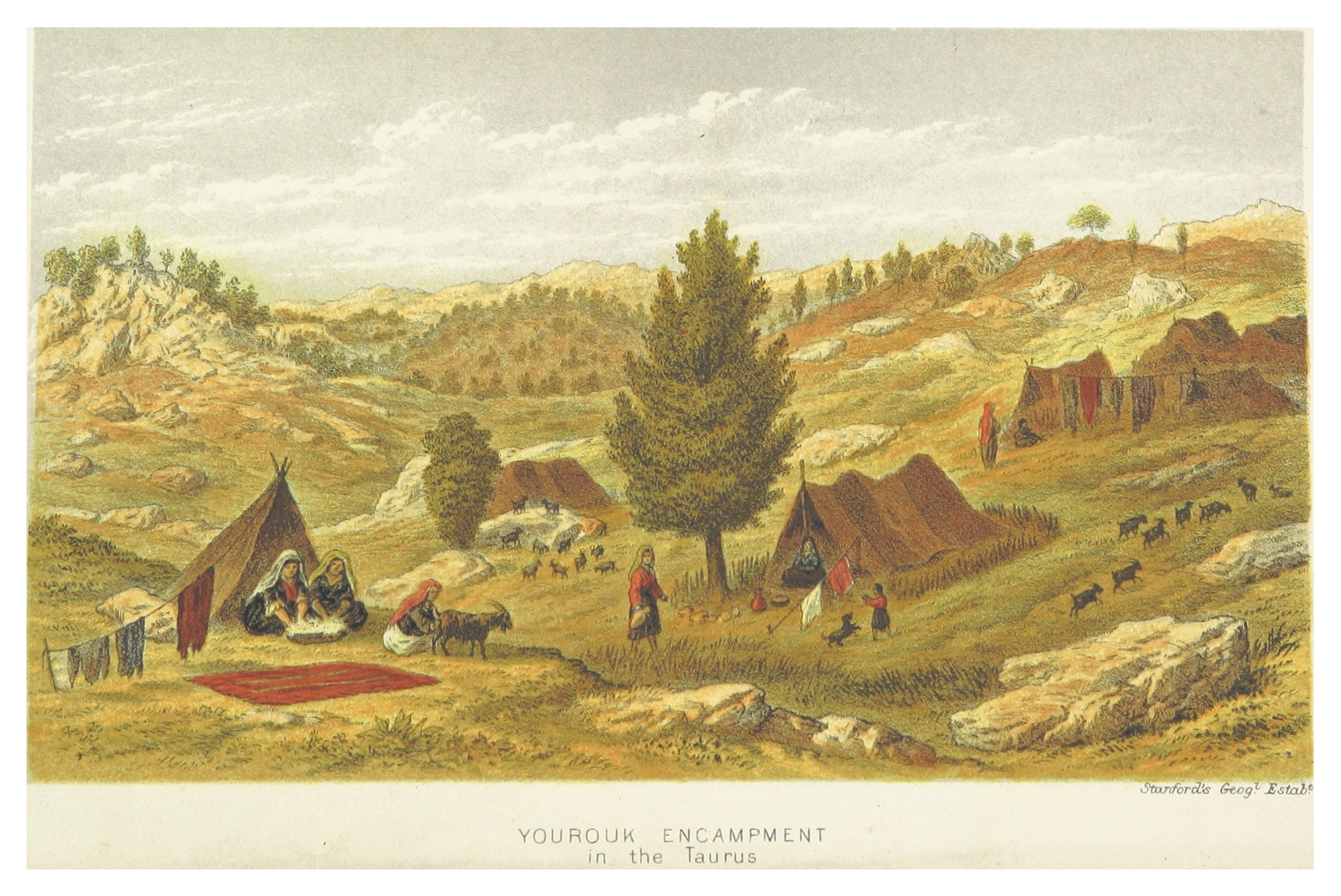
Campement de bergers turcs yörük dans le Taurus, Edwin John Davis, 1879.

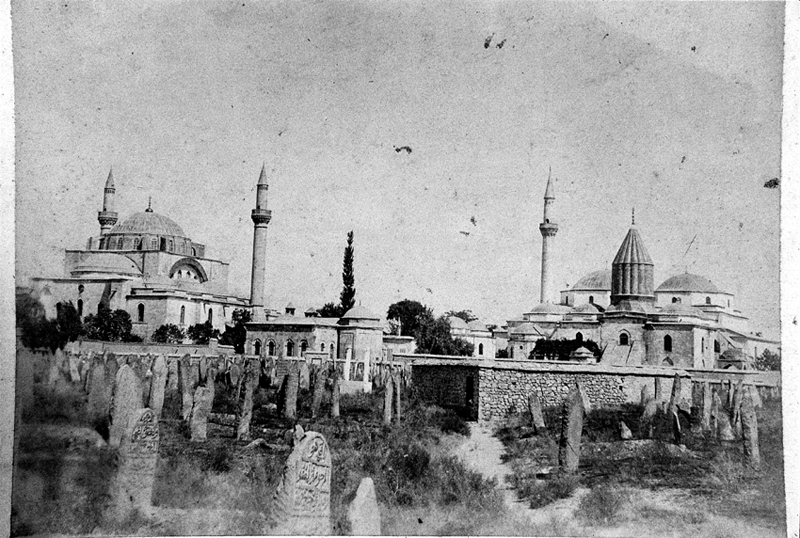
Konya, mosquée Selimiye et tombeau de Mevlana.

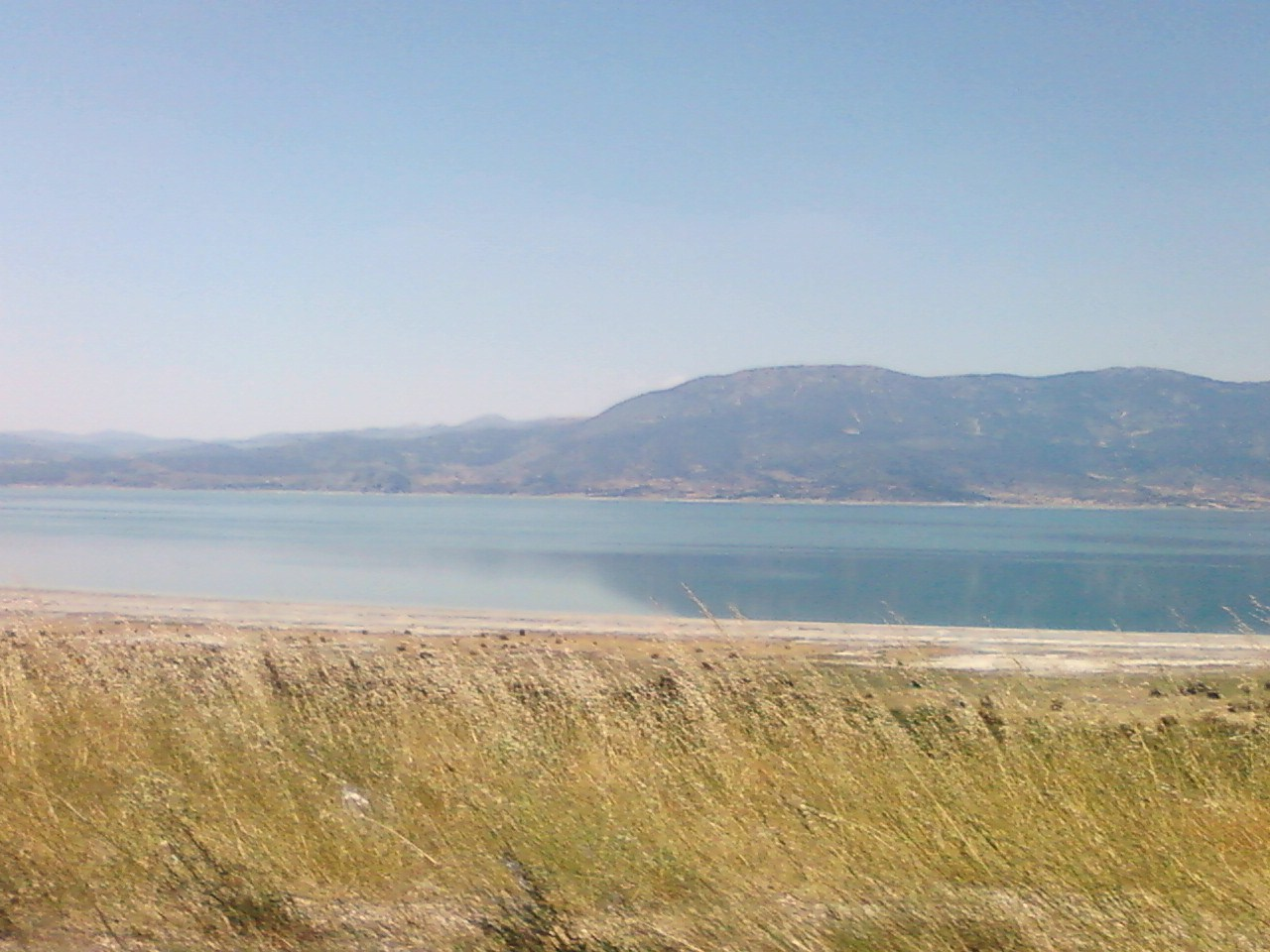
Lac salé de Burdur, 2009.

La plus grande partie de la province est un haut plateau steppique, dépourvu de forêts, parcouru par des tribus de Turkmènes nomades (Yörüks). L'agriculture n'est possible que dans les vallées et l'élevage est l'activité principale. L'hiver est très froid, le pâturage abondant pendant l'hiver et le printemps, insuffisant pendant l'été qui est très chaud. Le sandjak côtier d'İçil (en) (Ermenek) qui correspond à l'antique Cilicie trachée, difficile d'accès, est bordé de montagne où les nomades et parfois les citadins vont séjourner pendant les chaleurs d'été : elles sont couvertes de forêts de myrtes et de lauriers[Lequel ?] près de la côte, de cèdres sur les hauteurs. L'île de Chypre a quelquefois été rattachée à la Caramanie.
Konya, résidence du pacha, compte 25 000 à 30 000 habitants vers 1835, avec de nombreuses mosquées dont la mosquée Selimiye (en) et le couvent soufi des mevlevis. Les autres villes importantes sont Karaman (3 000 familles turques, grecques et arméniennes soit 15 000 habitants), Akşehir (40 000 habitants), centre d'un grand commerce de caravanes, Kayseri (25 000 habitants), important centre de culture du coton, Aksaray et Niğde. Sur la côte, Silifke et Anamur ne sont plus que des villages au milieu de ruines antiques.

## Histoire
L'émirat turkmène des Karamanides, une des principautés de l'époque des beylicats qui ont succédé aux sultanat de Roum au XIIIe siècle, devient en 1463 vassal du sultan ottoman Mehmed II. En 1467, Şehzade Mustafa, fils de Mehmed II, est nommé gouverneur du pays et une garnison ottomane est établie à Konya. Après quelques révoltes des derniers princes karamanides, une partie de la population est déportée à Constantinople et le pays, définitivement annexé, devient un beylerbeylik (province).

## Subdivisions
La province est subdivisée en sandjaks ou livas (en). Entre 1700 et 1740, ce sont : 
- Sandjak de Konya
- Sandjak de Niğde
- Sandjak de Kayseri
- Sandjak de Kırşehir
- Sandjak d'Aksaray
- Sandjak d'Akşehir

Au milieu du XIXe siècle, les subdivisions sont :
- Sandjak de Hamid (Isparta)
- Sandjak de Burdur
- Sandjak de Teke
- Sandjak d'Alaya (Alanya)
- Sandjak d'İçil (en)
- Sandjak de Konya
- Sandjak de Niğde

### Sources et bibliographie
- (en) Cet article est partiellement ou en totalité issu de l’article de Wikipédia en anglais intitulé « Karaman Eyalet » (voir la liste des auteurs) dans sa version du 19 juin 2017.
- William Duckett (dir.), Dictionnaire de la conversation et de la lecture, seconde édition, Volume 11, Paris, Firmin Didot, 1868.
- Conrad Malte-Brun, Précis de la géographie universelle, Volume 8, Paris, 1835
- Edme Mentelle, Géographie mathématique, physique et politique de toutes les parties du monde, Volume 10, Paris, 1803
- Bernard Camille Collas, La Turquie en 1864, Paris, 1864